# Mauger di Rouen
Mauger di Rouen (dopo il 1017 – Guernesey, dopo il 1055, prima del 1060) è stato un arcivescovo francese; noto anche come Malgerius Rothomagensis (in latino per Malgerio, o Malger, di Rouen), Malger? (da Malgerius). Come arcivescovo, suo predecessore fu Roberto d'Évreux; suo successore, Maurilio di Rouen.

## Biografia

### Estrazione nobiliare
Il padre, secondo il monaco e cronista normanno Guglielmo di Jumièges, che così riporta in Historiæ Normannorum Scriptores Antiqui, era il Duca di Normandia Riccardo II. Riccardo era rimasto vedovo della prima consorte Giuditta di Bretagna nel 1017 e si era unito in concubinaggio, more danico, dapprima a Astrid (Margrete), che ripudiò, poi a Papia (o Popia), proveniente da una famiglia di Talou.
Da Papia Riccardo II generò Mauger, che fu cresciuto all'abbazia di Fécamp.
Mauger fu dunque fratello di Guglielmo d'Arques (o di Talou) e anch’egli zio di Guglielmo II di Normandia (noto quest’ultimo anche come Guglielmo il Bastardo e, infine, come Guglielmo I d'Inghilterra).

### Omonimia
Lo stesso nome fu anche di un figlio, legittimo e morto verso il 1035, di Riccardo I di Normandia e Gunnora.

### Discendenza
Mauger ebbe un figlio di nome Michel, morto dopo il 1127, "cavaliere coraggioso e onorevole", benvoluto e rispettato in vecchiaia dal re Henri Beauclerc, Enrico I detto "il Chierico", come «probatum militem et legitum».

## Arcivescovo di Rouen
Quando, nel 1037, la sede arcivescovile di Rouen rimase vacante per la morte di Roberto d'Évreux, il ventenne Mauger fu ad essa elevato a succedere al fratello del proprio padre, una scelta che doveva preservare il potere della stirpe e della fazione dei Richardides, ossia i discendenti di Riccardo I Senza Paura.
Come tale e a fianco del proprio fratello Guglielmo, si era attestato come uno dei maggiori oppositori del nipote, di cui pure era tutore, Guglielmo di Normandia, rinfacciandogli la sua nascita spuria o comunque essendosi tra loro sviluppate profonde rivalità o divergenze politiche dal 1049 in poi.
Mauger, salito al potere, assunse il comportamento tipico dei principi secolari: adottò una propria linea politica (espressione di quella dei "Richardides") che in più appoggiava apertamente la ribellione, o l'autonomia, rispetto agli intendimenti e alla persona stessa di Guglielmo, schierandosi a fianco del proprio fratello di sangue; inoltre, come era tipico del tempo, e piaga fortemente avvertita e denunciata in quegli anni di tensione ad una politica di riforma morale della Chiesa, si circondava di concubine e indulgeva ai vizi della carne.
Secondo il Roman de Rou, la cronaca in versi composta in normanno da Wace tra il 1160 e il 1174, e che anch’essa ebbe quali fonti i Gesta Normannorum Ducum, i De moribus et actis primorum Normanniae ducum di Dudone di San Quintino, i Gesta Guillelmi di Guglielmo di Poitiers, Mauger aveva una concubina e vari figli, si era opposto in particolare al matrimonio di Guglielmo e Matilde nel 1049, si dedicava alle scienze occulte.

### Il Concilio di Lisieux
Consequenzialmente l'arcivescovo fu posto sotto accusa, in particolare ad opera di Guglielmo, durante il Concilio di Lisieux, radunato nel maggio del 1055 e formato dai vescovi della provincia in presenza del legato papale Hermenfroi, vescovo del Principato di Sion: su di lui gravarono sia le imputazioni di dissolutezza, immoralità e ubriachezza, sia i sospetti che fosse dedito a pratiche magiche, ma altresì le espressioni di Guglielmo stesso, che lo definì «nec Deo devotus, nec mihi fidus» (come attesta lo storico Orderico Vitale).

Guglielmo, che ne avesse fondato motivo o no, aveva interpretato il rapporto tra i fratelli quale un concorso di colpa e si affrettava così a prevenirne, se non era già in atto, la "collusione".
Il Concilio defenestrò Mauger dalla carica, lo bandì e lo condannò all'esilio a Guernesey, dove Mauger sarebbe morto per annegamento, ubriaco.

Fu sepolto a Cherbourg.

## Magia e stregoneria
Su Mauger pesarono le accuse di pratiche magiche, specie teurgiche, e sulla capacità di evocare esseri soprannaturali e di origine demonica, come in particolare un
lutin, simile a un goblin, invisibile se non ai suoi occhi e che solo lui poteva evocare ai suoi comandi, con una specifica formula:
«Plusors distrent por vérité,

Ke un déable aveit privé,

Ne sai s'esteit lutin u non,

Ne sai nient de sa façon,

"Toret" se feseit apeler,

E "Toreit" se feseit nomer,

E quant Maugier parler voleit,

Toret apelout si veneit,

Plusors les poeient oïr,

Maiz nus d els nés poet véir».

## Una diversa prospettiva
Differente in maniera essenziale è la prospettiva secondo la quale la figura di Mauger viene presentata in altri studi.
In esordio alla propria pubblicazione, Allen ribadisce che proprio durante l'arcivescovado di Mauger sarebbe stata introdotta la prima Tregua di Dio in Normandia e che egli stesso avrebbe convocato il primo concilio di riforma della Chiesa; che Mauger avrebbe accolto altri riformatori nel proprio ducato (come Richard de Saint-Vanne) e che avrebbe contribuito alla fondazione di nuove abbazie normanne, come quella di Bec.
Gli storiografi pressoché contemporanei, continua lo studioso, avrebbero invece cooperato ad una sorta di damnatio memoriae del prelato, tramandandone piuttosto le pratiche immorali: sarebbe tale il caso di Guglielmo di Jumièges e Guglielmo di Poitiers e ugualmente, nel secolo successivo, Guglielmo di Malmesbury e Wace. Allen, all'inizio di un proprio studio, esplicitamente riprende proprio l'esempio di Mauger arcivescovo di Rouen, quale caso paradigmatico di personaggio «ingiustamente» («unjustly») considerato sia dagli studiosi a lui contemporanei, sia dai successivi.
Non sono peraltro da dimenticare la giovanissima età a cui Mauger fu elevato al seggio arcivescovile e le conseguenti scarsa esperienza e mancanza di autorità e prestigio su cui avrebbe potuto fondare decisioni e abilità di governo, come nota da parte sua almeno Michel de Boüard.

Malgrado ciò, Mauger convoca un Concilio a Rouen contro la simonia, prima del 1046, e ha, grazie alla propria cultura, un ruolo nella preservazione, tramite copia, di importanti testi di diritto canonico, ugualmente contro la compravendita dei sacramenti o dei titoli religiosi.

Ancora grazie alla propria erudizione, entra in rapporto con il "grammaticus" Ugo, arcidiacono di Rouen (Hugo Grammaticus, Rothomagensis archidiaconus), tanto che gli studiosi non escludono una sua capacità di conoscenza e comprensione dei testi delle Sacre Scritture e Allen addirittura raccorda a Mauger le origini della cancelleria episcopale, con l'istituzione della carica di cancellarius. 

Lo studioso, inoltre, ipotizza un decisivo apporto alla costruzione della Cattedrale di Rouen che, qualora non si supponga che l'avesse intrapresa Mauger, sarebbe stata ultimata troppo presto da Maurilio rispetto alla di questi elevazione alla carica arcivescovile.